# 郭坟村
郭坟村是位于河南洛阳市偃师市首阳山镇的一个行政村，地处偃师和孟津的交际处。历史上村民一直住在山窝里。當地種植了一些中药药材。